# Фонтан Ла-Пила
Фонтан Ла Пила (исп. La Pila) — мексиканский памятник архитектуры, расположенный в центре города Чьяпа-де-Корсо, в штате Чьяпас. Этот фонтан был построен в 1562 году в стиле мудехар, его форма представляет собой бриллиант, выполненный из кирпича. Этот памятник принято приписывать Родриго де Леону, представителю Доминиканского ордена. Его диаметр составляет 52 м, а высота — 12 м. Cооружение имеет 8 арок и цилиндрическую башню, которая иногда использовалась в качестве сторожевой.